# Света Фива
Света Фива Коринтска, или Кенхрејска – ђаконица (1. век). Библијска личност, светитељка. Прва од канонизованих ђаконеса.
Ову светитељку спомиње свети апостол Павле у својој Посланици Римљанима. Он пише о њој: "Препоручујем вам Фиву сестру нашу, ђаконису цркве у Кенхреји, да је примите у Господу као што приликује светима, и да јој будете у помоћи у свакој ствари коју од вас затреба, јер је она многима помогла, и самоме мени" (Рм. 16, 1-2). Света Фива је била ђакониса у цркви у Кенхреји, близу града Коринта и проповедала је јеванђеље на свом путу до Рима. 
Православна црква помиње свету Фиву 16. септембра (или 3. септембра по јулијанском календару).